# Idotea neglecta
Idotea neglecta är en kräftdjursart som beskrevs av Sars 1897. Idotea neglecta ingår i släktet Idotea och familjen tånglöss. Arten är reproducerande i Sverige. Inga underarter finns listade i Catalogue of Life.